# Lowercase
Il lowercase (o lower case) è un sottogenere di musica ambient.
Inventato dal compositore Steve Roden all'inizio del nuovo millennio, il lowercase è caratterizzato da suoni estremamente silenziosi, generalmente separati fra loro da lunghi intervalli di tempo, ed è ispirato alla musica minimalista. Viene spesso suonato adoperando un computer. Secondo Roden, il lowercase è una musica che "non esige attenzione, ma deve essere scoperta." L'album Forms of Paper (2001) dello stesso musicista, realizzato maneggiando della carta in vari modi e commissionato dalla branca hollywoodiana della Los Angeles Public Library, è considerata la pietra miliare dello stile.
Altri artisti che hanno contribuito al movimento lowercase includono Taylor Deupree, Toshimaru Nakamura, Bernhard Günter, Kim Cascone, Tetsu Inoue e Bhob Rainey.
Alcune etichette che hanno pubblicato musica lowercase includono la Bremsstrahlung Recordings e la Raster-Noton, mentre fra le poche antologie dedicate al genere vanno segnalate Lowercase (Bremsstrahlung, 2000) e Lowercase Sound 2002 (Bremsstrahlung, 2002).